# Konstantín Vasíliev
Konstantín Alekséyevich Vasíliev (en ruso: Константи́н Алексе́евич Васи́льев; Maykop, 3 de septiembre de 1942-Vasilyevo, 29 de octubre de 1976) fue un pintor ruso. Su producción abarca aproximadamente cuatrocientas obras entre dibujos y pinturas de paisajes, retratos y composiciones realistas. Las temáticas principales de sus obras son la historia de Rusia y de los eslavos, las mitologías nórdica, irlandesa, eslava, las escenas de batallas y los paisajes de Rusia.

## Biografía
Konstantín Vasíliev nació el 3 de septiembre de 1942 en la ciudad de Maykop, en el krai de Krasnodar, al suroeste de Rusia. Su madre fue Klavdia Shíshkina y su padre Alekséi Vasíliev, un ingeniero. Tuvo dos hermanas menores, Valia y Liudmila. En agosto de 1942 Maykop fue tomada por los alemanes, y el padre de Vasíliev militó como partisano hasta febrero de 1943, cuando la ciudad fue liberada de nuevo por el Ejército Rojo, y regresó a su hogar. En 1946 la familia se mudó a Kazán, y luego a la pequeña villa de Vasílievo.
Los padres de Vasíliev notaron el talento para el dibujo que su hijo tenía desde pequeño, y contribuyeron a través de su educación a que lo desarrollara. Entre 1954 y 1957 Vasíliev vivió en Moscú, y estudió en la escuela de arte de esa ciudad. Allí se familiarizó con la estética de su país natal. A mediados de la década de 1950 la escuela cambió la manera de enseñar arte bajo la influencia del comunismo. Vasíliev no soportó los condicionamintos estéticos que la escuela imponía ni sintió atracción alguna por el realismo socialista como corriente artística, por lo que decidió continuar sus estudios en la escuela de arte de Kazán. Sus maestros fueron P. Speranski, V. Timoféyev y N. Sokolski, todos ellos continuadores de las tradiciones de la escuela de realismo ruso que serviría de base para la mayor parte de las obras del artista. 
Vasíliev se graduó en la orientación de decoración teatral y escenografía con una distinción. El trabajo con el que se graduó fue la presentación de los bosquejos para el decorado y la escenografía del drama musical Snegúrochka de Aleksandr Ostrovski, con música de Chaikovski. Pero al mismo tiempo que concluía sus estudios en la escuela de arte, su padre murió de una insuficiencia coronaria.
Luego de terminar sus estudios en Kazán, fue recomendado para trabajar en un teatro de Menzelinsk, pero no consiguió el empleo. Entonces retornó a su hogar en Vasílievo. Allí se desempeñó como maestro de arte en una escuela y luego como diseñador en una fábrica. Ocasionalmente realizaba obras a pedido de la Fundación de Arte de Kazán. 
Entre 1968 y 1976 participó de algunas exposiciones en Kazán y Zelenodolsk, y en 1963 participó de la exposición Artistas-sátiros de Kazán, realizada en Moscú.
Su obra se caracteriza principalmente por ser un tributo a su Rusia, a su pasado, al paganismo y a los dioses de los antiguos germanos y eslavos.
Murió el 29 de octubre de 1976 atropellado por un tren.
Hay tres museos de Konstantín Vasíliev en Rusia - en Kazán, en Moscú y en Vasílievo.